# Raffaello Fusco
Raffaello Fusco (Milano, 1910 – Milano, 2002) è stato un chimico italiano.
Divenuto professore universitario nel 1948, insegnò chimica industriale a Milano. Si occupò per lo più di chimica organica e svolse diverse ricerche sui composti eterociclici.
Importante fu la sua collaborazione con Daniel Bovet nella preparazione di insetticidi e nella chimica terapeutica.
Per i suoi meriti, Fusco ricevette nel 1976 il Premio Feltrinelli dell'Accademia dei Lincei, di cui divenne Socio nel 1986.